# Diéthyltryptamine
Pour les articles homonymes, voir DET.
Le diéthyltryptamine (DET) est une substance psychotrope qui ne doit pas être confondue avec le N,N-Diéthyl-3-méthylbenzamide (DEET) qui est un répulsif contre les moustiques.